# Příjem (ekonomie)
Příjem jsou možnosti spotřeby nebo investic, které fyzická nebo právnická osoba získá v určitém časovém období v podobě peněz nebo naturálií. Obvykle se mluví o příjmech u fyzických osob, zatímco u právnických osob se jejich příjem nazývá zisk. Jako jednotlivý příjem se také označuje každá konkrétní částka přijatá fyzickou či právnickou osobou, např. jako protihodnota za práci, služby či zboží.  
V ekonomice se uvažuje také národní příjem, součet veškeré domácí přidané hodnoty společenské produkce. V mikroekonomii stejně jako v makroekonomii je příjem jedním z parametrů hodnocení ekonomické prosperity.